# 화순최씨 삼강문 및 석정문
화순 최씨 삼강문 및 석정문은 대한민국 전라남도 구례군 산동면 계천리에 있다. 2005년 5월 18일 구례군의 향토문화유산 제12호로 지정되었다.

## 개요
충신 최여운과 최여근은 대학자 조식의 문하에서 수학을 하였으며 임진, 정유재란시 남원에서 의병을 일으켜 광양의 왜대에서 수많은 왜적을 섬멸하고 격전을 벌이디가 순절하였다. 1806(순조6년) 8월에 도내 유생들의 상소로 조정의 정려를 받았으며 최여운은 사헌부 감찰에 증직되고 최여근은 좌승지로  증직되었다. 효자 최성화(1678년생)는 부친의 병환이 심하여 천신께 기도를 하자 자기의 정강이 살을 떼어 국을 끓여 먹여야 치료가 된다는 계시를 받고 실행함으로 길을 인도하고 범이 움막을 보호해  주었다 하여 만인의 추앙을 받아 왔는데 1897년 고종이 전해 듣고 동몽교관을 증직하고 정문을 내렸다. 효자 최천구(1716-1788)는 부친과 같이 효성이 지극한 자로서 모친이 병환시 천신께 기도하고 단주지혈로 정성껏 봉양하여 회양(回陽)하게 되었으며 사후에는 시묘를 살면서 못다한 효성을 다하니 범이 보호해 주었다 한다. 열녀 문정공 화순 최자강이 처인 진주강씨 부인은 지병으로 부군이 별세하자 식음을 전폐하고 7일동안 시신을 안고 통곡하다가 죽게되니 세인들이 감동하여 울지 않는 자가 없었다 한다. 세종조에 정려를 명하고 찬시하였다.